# All About That Bass
All About That Bass è un singolo della cantautrice statunitense Meghan Trainor, pubblicato il 2 giugno 2014 come primo estratto dal terzo album in studio Title. Il brano è incluso anche nel primo EP Title.

## Descrizione
Seconda traccia del disco, All About That Bass, descritta da Billboard come un pezzo pop, è stata scritta dalla stessa Meghan Trainor insieme a Kevin Kadish e prodotta da quest'ultimo.

## Video musicale
Il video musicale, diretto da Fatima Robinson, è stato reso disponibile l'11 giugno 2014.

## Critica
All About That Bass ha ricevuto recensioni generalmente favorevoli sia al brano sia al videoclip visto il suo successo commerciale, rivelatosi uno dei più soddisfacenti dell'anno: la maggior parte dei critici musicali hanno apprezzato e lodato l'orecchiabilità della canzone e l'arrangiamento influenzato dallo stile rétro. Tuttavia, il contenuto del brano ha suscitato alcune polemiche, che alcuni hanno interpretato come anti-femminismo e appropriazione culturale.
Evan Sawdey di PopMatters ha riconosciuto immediatamente come fantastico il testo della canzone poiché gli era sembrato che rispecchiasse a pieno la personalità della cantante e scrisse anche che per lui era "una delle canzoni più divertenti del 2014"; Erik Ernst del Milwaukee Journal Sentinel ha definito le sonorità del brano come "universalmente orecchiabili e spudoratamente dance". Trainor ha riferito che per comporre la canzone si è ispirata a molti artisti contemporanei, tra cui Beyoncé, Miranda Lambert e T-Pain.
È stata riconosciuta come una delle migliori canzoni del 2014 dall'Associated Press ed è stata posta al diciassettesimo posto da Cosmopolian tra i singoli di maggior successo degli ultimi tempi; è stata inoltre nominata in molte premiazioni musicali importanti, come nei People's Choice Awards, negli EMA Awards 2014, ed ha inoltre ricevuto due nomination ai Grammy Awards 2014.

## Successo commerciale

### Nord America
Il singolo è divenuto in poco tempo una vera e propria hit che ha sbaragliato tutte le canzoni leadership di tutto il mondo, superando le classifiche nazionali in più di sessanta Paesi e ha fatto vendere mondialmente oltre 6 milioni di copie. Negli Stati Uniti All About That Bass ha debuttato alla posizione nº84 sulla Billboard Hot 100 e col passare delle settimane è riuscita ad entrare nelle prime venti canzoni nelle classifiche americane; alla fine raggiunse la prima posizione battendo la canzone Shake It Off di Taylor Swift, e solo nella sua prima settimana ha fatturato 198 000 copie vendute nel Paese. Dopo questo grande successo Meghan Trainor diventa l'artista della Epic Records ad aver resistito più tempo con un solo singolo alla prima posizione in classifica, battendo alla grande il precedente primato appartenuto al re del pop Michael Jackson con i suoi successi Billie Jean (1982) e Black or White (1991) e l'artista femminile ad aver mantenuto un singolo così a lungo in prima posizione nel 2014 dopo Royals di Lorde.
Complessivamente, il singolo fece vendere 4.595.000 unità negli Stati Uniti, e venne premiata con ben sei dischi di platino, divenendo così la quarta canzone più venduta nel 2014 nel Paese.
In Canada ebbe più o meno gli stessi successi. Debuttò alla 82ª posizione della Billboard Canadian Hot 100 e nel 20 settembre 2014 raggiunse la prima posizione in classifica, sostituendo le altre canzoni già dominanti nella Top 5 e riuscì a proteggere il posto per un totale di otto settimane non consecutive, invece che sei settimane come negli Stati Uniti. A dicembre 2014 è stata certificata quadruplo disco di platino per aver fatto vendere 320 000 copie e nel gennaio 2015 aveva fatturato in totale 408 000 copie.
In Messico occupò il primo posto per tre settimane consecutive.

### Europa
L'ingresso della hit in Europa si ebbe con l'entrata nella 75ª posizione nella classifica inglese: nel corso della prima settimane era la canzone più ascoltata su Spotify e ha generato più di un milione di streaming e di download digitali, eseguendo un eccezionale in avanti fino al 33º posto nella tabella britannica dei singoli più venduti e ascoltati; in totale, 1,5 milione di copie erano state già vendute nel Regno Unito. Altrove in Europa All About That Bass ebbe un ottimo successo, rimanendo alla numero uno in Austria e Germania per sei settimane, in Polonia per due, in Spagna per tre, in Scozia per quattro, in Danimarca e Svizzera per cinque, in Ungheria, Slovacchia e Lussemburgo per una. In Italia si fermò alla quarta posizione, ma nonostante questo venne certificata doppio disco di platino dalla FIMI.

### Oceania
Rispetto agli altri continenti, il singolo ci impiegò molto di meno a raggiungere le posizioni più alte delle classifiche australiane: riuscì infatti a saltare al 33ª posizione in Australia e a raggiungere il picco il 17 agosto 2014, trascorrendo un totale di sei settimane non consecutive in cima alle chart. Grazie alle vendite e al successo discografico divenne il singolo più venduto in Australia nel 2014 e venne certificato sestuplo disco di platino per l'incredibile cifra di 420 000 copie.
Allo stesso tempo incontrò lo stesso successo in Nuova Zelanda, anche là divenuto il singolo più venduto nel 2014 e certificato triplo disco di platino, che indica le vendite aggiranti intorno alle 45 000 copie.

## Classifiche

### Classifiche settimanali
| Classifica (2014) | Posizione massima |
| ----------------- | ----------------- |
| Australia         | 1                 |
| Austria           | 1                 |
| Belgio (Fiandre)  | 5                 |
| Belgio (Vallonia) | 2                 |
| Bulgaria          | 1                 |
| Canada            | 1                 |
| Danimarca         | 1                 |
| Finlandia         | 8                 |
| Francia           | 8                 |
| Germania          | 1                 |
| Irlanda           | 1                 |
| Italia            | 5                 |
| Lussemburgo       | 1                 |
| Norvegia          | 2                 |
| Nuova Zelanda     | 1                 |
| Paesi Bassi       | 2                 |
| Polonia           | 1                 |
| Regno Unito       | 1                 |
| Repubblica Ceca   | 2                 |
| Slovenia          | 1                 |
| Spagna            | 1                 |
| Stati Uniti       | 1                 |
| Svezia            | 3                 |
| Svizzera          | 1                 |

### Classifiche di fine anno
| Classifica (2014) | Posizione |
| ----------------- | --------- |
| Australia         | 2         |
| Belgio (Fiandre)  | 62        |
| Belgio (Vallonia) | 72        |
| Canada            | 7         |
| Germania          | 12        |
| Paesi Bassi       | 24        |
| Slovenia          | 34        |
| Stati Uniti       | 8         |

### Classifiche di fine decennio
| Classifica (2010-19) | Posizione |
| -------------------- | --------- |
| Stati Uniti          | 17        |

### Classifiche di tutti i tempi
| Classifica (1958-2021) | Posizione |
| ---------------------- | --------- |
| Stati Uniti            | 74        |